# 桃花坝
桃花坝是安徽省歙县雄村的一个景点，清代曹氏家族沿新安江十里长堤遍植桃树，有数十品种，号称“十里红云”，数百株桃花与竹山书院、大中丞坊相映成趣。清代曹文埴有云：“竹溪有桃数百株，花时烂漫如锦，春和景明…”